# Mary-Jo Tiampo
Mary-Jo Tiampo-Oscarsson (ur. w 1962 w Boulder) – amerykańska narciarka, specjalistka narciarstwa dowolnego. Jej największym sukcesem jest złoty medal w jeździe po muldach wywalczony podczas mistrzostw świata w Tignes. Nigdy nie startowała na igrzyskach olimpijskich. Najlepsze wyniki w Pucharze Świata osiągnęła w sezonie 1985/1986, kiedy to zajęła 6. miejsce w klasyfikacji generalnej, a w klasyfikacji jazdy po muldach była pierwsza. Pierwsze miejsce w klasyfikacji jazdy po muldach zajęła także w sezonach 1984/1985 oraz 1982/1983.
W 1986 r. zakończyła karierę. Jej mężem był szwedzki narciarz dowolny Henrik Oscarsson.

## Osiągnięcia

### Mistrzostwa świata
| Miejsce | Dzień    | Rok  | Miejscowość | Konkurencja      | Zwyciężczyni |
| ------- | -------- | ---- | ----------- | ---------------- | ------------ |
| 1.      | 2 lutego | 1986 | Tignes      | Jazda po muldach | -            |

### Puchar Świata

#### Miejsca w klasyfikacji generalnej
- sezon 1980/1981: 19.
- sezon 1981/1982: 15.
- sezon 1982/1983: 8.
- sezon 1983/1984: 15.
- sezon 1984/1985: 7.
- sezon 1985/1986: 6.

#### Miejsca na podium
1. Sella Nevea – 26 lutego 1982 (Jazda po muldach) – 1. miejsce
2. Livigno – 14 marca 1982 (Jazda po muldach) – 2. miejsce
3. Mariazell – 4 stycznia 1983 (Jazda po muldach) – 1. miejsce
4. Tignes – 19 stycznia 1983 (Jazda po muldach) – 2. miejsce
5. Livigno – 15 lutego 1983 (Jazda po muldach) – 2. miejsce
6. Angel Fire – 16 marca 1983 (Jazda po muldach) – 3. miejsce
7. Angel Fire – 18 marca 1983 (Jazda po muldach) – 1. miejsce
8. Stoneham – 13 stycznia 1984 (Jazda po muldach) – 2. miejsce
9. Breckenridge – 20 stycznia 1984 (Jazda po muldach) – 2. miejsce
10. Göstling – 27 lutego 1984 (Jazda po muldach) – 1. miejsce
11. Tignes – 28 marca 1984 (Jazda po muldach) – 3. miejsce
12. Tignes – 12 grudnia 1984 (Jazda po muldach) – 3. miejsce
13. Lake Placid – 18 stycznia 1985 (Jazda po muldach) – 2. miejsce
14. Pra Loup – 3 lutego 1985 (Jazda po muldach) – 1. miejsce
15. Oberjoch – 2 marca 1985 (Jazda po muldach) – 1. miejsce
16. Mariazell – 7 marca 1985 (Jazda po muldach) – 1. miejsce
17. Pila – 12 marca 1985 (Jazda po muldach) – 3. miejsce
18. Sälen – 24 marca 1985 (Jazda po muldach) – 1. miejsce
19. Tignes – 12 grudnia 1985 (Jazda po muldach) – 3. miejsce
20. Mont Gabriel – 11 stycznia 1986 (Jazda po muldach) – 1. miejsce
21. Oberjoch – 1 marca 1986 (Jazda po muldach) – 1. miejsce
22. Voss – 7 marca 1986 (Jazda po muldach) – 1. miejsce

- W sumie 11 zwycięstw, 6 drugich i 5 trzecich miejsc.